# Jabhat Fateh al-Sham
Jabhat Fateh ash-Sham (en árabe: جبهة فتح الشام‎, romanizado: Jabhat Fatḥ aš-Šām) o Jabhat Al-Nusra y antiguamente llamado Frente Al-Nusra (en árabe: جبهة النصرة لأهل الشام‎, Jabhat an-Nuṣrah li-ʾAhl ash-Shām, «Frente de la victoria para el pueblo de Gran Siria») y denominado en ocasiones como Al Qaeda en Siria y el Levante, fue una organización terrorista asociada a Al Qaeda que operaba en Siria y en Líbano. El grupo anunció su creación el 23 de enero de 2012 durante la Guerra civil siria. Es descrito como «el más agresivo y exitoso brazo de las fuerzas rebeldes». El grupo fue designado como organización terrorista por los Estados Unidos en diciembre de 2012. En abril de 2013, el líder de Al Qaeda publicó una grabación de audio anunciando que Jabhat al-Nusra es su rama en Siria. El líder de Al-Nusra, Abu Mohammad al-Golani, dijo que el frente no se uniría con el grupo, pero juró su alianza con Ayman al-Zawahiri. El 28 de enero de 2017 se unieron junto con otras facciones rebeldes creando el grupo Hayat Tahrir al-Sham.

## Ideología
Según se ha descrito, el grupo está formado por muyahidines islamistas suníes cuyo objetivo es derrocar el gobierno de Asad para crear un estado pan-islámico bajo la Sharia (el código moral y ley religiosa del islam) e instaurar un Califato. Intenta fomentar a todos los sirios para que tomen parte en la guerra contra el gobierno sirio.
En una entrevista con un periódico de los Emiratos Árabes Unidos Abu Ahmed, un hombre que se identificó como el comandante militar de al-Nusra en la Gobernación de Hasakah, indicó que los objetivos de la organización eran deponer a Asad y establecer un estado gobernado por la Sharia. El alcohol, el tabaco y el entretenimiento considerado inmoral serían prohibidos, pero las reglas serían introducidas gradualmente y tras aconsejar a la gente.
Varios miembros del grupo están acusados de atacar a creyentes religiosos no suníes en Siria, incluyendo a alauitas. El reportero del New York Times C. J. Chivers, citando a «algunos analistas y diplomáticos», señala que el Frente al-Nusra (y también el grupo terrorista Estado Islámico) «parecen menos centrados en derrocar» el gobierno de al Assad y más en «establecer una zona de influencia que abarca la provincia iraquí de Anbar y las áreas orientales desérticas de Siria, estableciendo eventualmente un territorio islámico bajo su administración».
Miembros del grupo se han referido a Estados Unidos e Israel como enemigos del Islam y han advertido sobre la intervención occidental en Siria. Los miembros sirios del grupo aseguran que tan solo están luchando contra el gobierno de Asad y no atacarían a los estados de Occidente. Los Estados Unidos acusaron al grupo de estar afiliado con Al Qaeda en Irak. En abril de 2013, el líder de Al Qaeda en Irak lanzó un comunicado de audio afirmando la conexión.

## Historia
La Fundación Quilliam, en un documento informativo, informó que muchos miembros del grupo eran sirios que habían participado en la red islamista de Abu Musab al Zarqaui luchando contra las fuerzas estadounidenses en Irak. Muchos sirios permanecieron en Irak tras la retirada de estas, pero luego del inicio de la guerra civil siria en 2011, Estado Islámico envió a los muyahidines sirios y a individuos iraquíes expertos en guerra de guerrillas a Siria. También hubo varias reuniones entre octubre de 2011 y enero de 2012 en Rif Dimashq y Homs, donde se determinaron los objetivos del grupo.

## Estrategias
- Coches bomba.
- Ataques suicidas.
- Destrucción de puestos de control.
- Ataques incendiarios en tiendas de licores.
- Ejecución de profesionales de los medios de comunicación.
- Asesinato de figuras militares y políticas y shabiha[19]

### Armas químicas
Según el ex corresponsal de defensa Kenneth R. Timmerman en septiembre de 2013, las fuentes con acceso a los informes de inteligencia le dijeron que «los informes de la inteligencia militar francesa y jordana muestran que los rebeldes yihadistas de al-Nusra adquirieron cohetes similares y agentes químicos, cuando capturaron un puesto de armas químicas en Alepo el 17 de mayo de 2013, y capturaron una unidad de cohetes en Daraa poco tiempo después».
El 30 de mayo, los periódicos turcos informaron que las fuerzas de seguridad turcas habían arrestado combatientes de Al-Nusra en las provincias sureñas de Mersin y Adana cerca de la frontera siria, y confiscaron 2 kg de gas sarín. El gobernador de Adana dijo que las fuerzas de seguridad no habían encontrado gas sarín, sino sustancias químicas desconocidas, sin más explicaciones. El Embajador Turco en Moscú más tarde dijo que las pruebas mostraron que el producto químico incautado era anticongelante, no sarín. En septiembre, 6 de los arrestados en mayo fueron acusados de intentar adquirir sustancias químicas que podían ser usadas para producir sarín. La acusación decía que era «posible producir gas sarín combinando los materiales en condiciones apropiadas».
También decía que «los sospechosos se han declarado inocentes alegando que no se habían dado cuenta que los materiales que habían tratado de obtener podían ser usados para crear gas sarín. Los sospechosos han estado proporcionando constantemente hechos incoherentes y conflictivos». Los sospechosos estaban aparentemente conectados con Al-Nusra y con Ahrar al-Sham.

## Organización y estructura
El líder de al-Nusra es un hombre que se hace llamar Abu Muhammad Al-Golani (o Julani), lo que implica que es de los Altos del Golán. Muy poco se conoce sobre él, ni siquiera su nacionalidad está clara.
A principios de 2013 se estimaba que al-Nusra tendría sobre 6000 miembros. La estructura del grupo varía en Siria: en Damasco la organización opera en un estado de célula clandestina, mientras que en Alepo el grupo está organizado siguiendo líneas militares semi-convencionales, con unidades divididas en brigadas, regimientos y pelotones.
Todos los reclutas potenciales deben pasar un curso de entrenamiento religioso de 10 días, seguido por un programa de entrenamiento militar de unos 15 o 20 días.
Al-Nusra contiene una jerarquía de cuerpos religiosos, con un pequeño Majlis-ash-Shura (Consejo Asesor) en la cima, tomando decisiones nacionales en nombre del grupo. El personal religioso también toma un papel importante en el liderazgo regional de Al-Nusra, con cada región conteniendo un comandante y un jeque. El jeque supervisa el comandante desde una perspectiva religiosa y es conocido como el dabet al-shar'i (comisionario religioso).
Al-Nusra «parece ser el único grupo rebelde en Siria que tiene miembros dentro de un número de instituciones gubernamentales, incluyendo el aparato de seguridad del gobierno y las unidades militares. Particularmente en Damasco, los sistemas de espionaje son sofisticados».